# Thea Hoogensteijn
Cornelia Wilhelmina Theresia Thea Hoogensteijn (geboren 20. Juni 1918 in Darmstadt; gestorben 26. Dezember 1956 in Caracas) war eine niederländische Sekretärin des Sicherheitsdienstes (SD) und Informantin des Widerstands.

## Leben
Thea Hoogensteijn wurde am 20. Juni 1918 in Darmstadt geboren. Sie war die jüngste Tochter des Blumenhändlers Johannes Hubertus Hoogensteijn (1877–1933) und seiner Ehefrau Bertha Helena Kruijdenberg (1880–1930) und hatte drei Brüder und eine Schwester. Die Familie war katholisch und stammte aus Hillegom. Ihre Familie lebte bei ihrer Geburt in Darmstadt, dorthin waren ihre Eltern 1908 gezogen, die Hauptsprache in der Familie blieb aber Niederländisch. Als sie neun Jahre alt war, zog ihre Familie in die Niederlande zurück. Ihre Mutter starb, als sie 12 Jahre alt war, und drei Jahre später, mit 15 Jahren, verlor sie auch den Vater. Die Vaterrolle übernahm von da an ihr ältester Bruder Johannes „Jan“ Wilhelmus Heinrich Maria (1909–1980). Sie besuchte im Anschluss an ihre Schulausbildung die Handelsschule und zeichnete sich dort im Bereich Sprachen aus.

### Zweiter Weltkrieg
Nach dem Abschluss ihrer Ausbildung lebte Thea Hoogensteijn ab 1939 in Haarlem und Amsterdam. Sie arbeitete als Büroangestellte, verdiente dabei jedoch wenig. Da sie fließend Deutsch sprach, bemühte sie sich um eine besser bezahlte Stelle bei einer deutschen Agentur. Hoogensteijn war zu der Zeit schüchtern und unsicher, besaß jedoch ein gutes Aussehen. Nach Beginn des Zweiten Weltkrieges und der Besetzung der Niederlande bekam sie 1941 eine Anstellung als Schreibkraft beim Sicherheitsdienst (SD) und im Januar 1942  bei der Zentralstelle für jüdische Auswanderung in Amsterdam. In der Zentralstelle wurden die Deportationen von Juden organisiert. Sie übersetzte die neuen antijüdischen Verordnungen ins offizielle Niederländisch und leistete Registrierungsarbeit bei zwei jüdischen Razzien. Von der Zentralstelle wechselte sie ins Hauptquartier des SDs. Dort wurde sie eingesetzt, um die Verhöre von politischen Gefangenen und Dienstanweisungen für den Arbeitseinsatz zu schreiben. Sie genoss die Zeit, feierte mit den Kollegen Partys im Büro und konnte sich ein luxuriöses Leben leisten. Auch hatte sie unter den Kollegen einen Geliebten, Henk Klijn, der sie mit Geschenken überhäufte und ihr auch eine Wohnung in der Rubensstraat 98 besorgte, da er für die Räumung jüdischer Wohnungen zuständig war.
Zu den Freunden von Thea Hoogensteijn gehörten auch die Amsterdamer Polizisten Arend Japin und Piet Elias. Diese arbeiteten für den niederländischen Widerstand. Hoogensteijn war kein Mitglied der NSB und half auch im Widerstand. Als sie Anfang 1943 dafür sorgte, dass 20 für den Arbeitseinsatz verhaftete Studenten entkommen konnten, überzeugte sie Japin von ihrer Zuverlässigkeit. Im Büro sprach sich Hoogensteijn gegen die Art aus, wie die verhafteten Widerstandskämpfer misshandelt wurden, und dies führte dazu, dass sie Ende Juni 1944 ihre Stelle zunächst aufgab. Nachdem sie jedoch von Bekannten, zu denen auch Henk Klijn und ihr Bruder Jan gehörten, die inzwischen auch im Widerstand aktiv waren, bedrängt worden war, kehrte sie zwei Wochen später an ihren Arbeitsplatz zurück. Sie wurde die Sekretärin von Willy Lages, dem Leiter des SDs in Amsterdam. Lages benötigte eine gute Schreibkraft. Hoogensteijn wurde zur Informantin der Amsterdamer Landelijke Knokploegen von Fritz Conijn und Pierre de Bie. Ihr Freund Henk Klijn fungierte als Kurier und überbrachte die Informationen, die sie gesammelt hatte. Es entwickelte sich eine Affäre zwischen Thea Hoogensteijn und De Bie, und er zog bei ihr ein. Durch die Informationen aus Hunderten Dokumenten mit wichtigen Informationen über drohende Repressalien und Verhaftungen, die Hoogensteijn dem Widerstand übermitteln konnte, half sie bei der Planung und Durchführung von Waffenabwürfen, Liquidationen und Sabotageaktionen. Zudem rettete sie das Leben vieler Widerstandskämpfer.
Lages bemerkte ihre Tätigkeit für den Widerstand Ende 1944. Er tippte auf ihrer Schreibmaschine „Thea, du bist eine Verräterin“. Um von ihr abzulenken, wurde durch das auf Seiten des niederländischen Widerstands stehende Radio Oranje die Nachricht verbreitet, dass „die kriminelle SD-Kollaborateurin Thea Hoogensteijn“ ihrer Strafe nicht entgehen würde. Zunächst war sie so aus der Sicht von Lages keine Verräterin, dennoch wurde sie am 10. Januar 1945 zusammen mit Klijn verhaftet. Nach drei Tagen wurden sie freigelassen und tauchten unter. Sie flohen am 9. März 1945 mithilfe von Pierre de Bie in bereits befreites Gebiet, und dort wurde Hoogensteijn von den Briten verhaftet. Sie wurde am 20. Mai 1945 in Utrecht interniert – zunächst im Tivoli, dann im Frauengefängnis. Nachdem bei ihr psychische Beschwerden aufgetreten waren, wurde sie in das Willem Arntszhuis verlegt.

### Leben nach dem Krieg
Sie wurde nie vor Gericht gestellt. Psychisch hatten ihr die letzten Kriegsmonate sehr zugesetzt. Japin und De Bie besuchten sie Anfang August 1945 in der Anstalt und fanden sie in einem psychisch sehr angeschlagenen Zustand vor. Nachdem sich Mitglieder des Widerstandes für sie eingesetzt hatten, Japin und De Bie bezeichneten sie als hochintelligent und zu schwerer Spionagearbeit fähig, wurde sie Ende August 1945 in der damaligen psychiatrischen Valerius-Klinik am Valeriusplein in Amsterdam-Zuid untergebracht. Dort unternahm sie mehrere Suizidversuche. Nach ihrer Entlassung auf Bewährung 1947 zog sie nach Heemstede, dort erging es ihr jedoch noch schlechter. Sie wurde von ihrer Familie als „deutsche Hure“ bezeichnet und hatte keine Freunde. Mit Papieren des Widerstands konnte sie im Sommer 1947 nach Schweden auswandern und sie schrieb an ihre Schwester: „Ich hoffe, hier ein neues Leben beginnen zu können. Nach dem, was mir im Krieg widerfahren ist, kann ich es in Holland nicht schaffen“.
Thea Hoogensteijn heiratete am 24. November 1948 in Stockholm den deutschen Rettungswagen-Fahrer Erwin Julius Schrahe (1907–1983). Mit ihm hatte sie eine Tochter, die 1949 geboren wurde. In dem Jahr zog sie nach Caracas. Dort lebte inzwischen auch ihr Bruder Jan. Hoogensteijn wurde zur Alkoholikerin und vernachlässigte ihr Kind. Sie kehrte im August 1956 noch einmal in die Niederlande zurück. Zu der Zeit war sie bereits todkrank und hatte Krebs im Endstadium, aber sie wollte sich von ihrer Familie verabschieden. Thea Hoogensteijn starb am 26. Dezember 1956 im Alter von 38 Jahren in einem Krankenhaus in Caracas.

## Rezeption
In dem ganzseitigen Artikel Beim SD in der Euterpestraat rettete Thea vielen das Leben, der am 4. Mai 1960 im Alkmaarsche Courant erschien, wurde Hoogensteijn erstmals als vergessene Heldin des Widerstands gewürdigt.
Ihre Biografie wurde in das Buch 101 Vrouwen en de oorlog der Historikerin und Schriftstellerin Els Kloek mit 101 Biografien von Frauen, die im Zweiten Weltkrieg im Kontext der niederländischen Geschichte eine Rolle spielten, aufgenommen.
Der Journalist und Neffe von Thea Hoogensteijn, Jan Hopman, veröffentlichte 2016 mit De wedergeboorte van een Moffenmeid. Een Verzwegen Familiegeschiedenis ein Buch über das Leben seiner Tante.